# Trafikstyrelsen
Trafikstyrelsen er en styrelse under Transportministeriet, der varetager statens ansvar for dele af Danmarks jernbanetrafik og større færgeruter. Styrelsen fusionerede med virkning fra den 15. april 2010 med Færdselsstyrelsen. Pr. 1. november 2010 blev også Statens Luftfartsvæsen lagt sammen med Trafikstyrelsen. Januar 2021 ændre Social- og Indenrigsministeriet navn til Social- og Ældreministeriet, ligesom Sundheds- og Ældreministeriet skifter navn til Sundhedsministeriet. Samtidig skifter Transport- og Boligministeriet som følge af ændringerne navn til Transportministeriet.
Styrelsen, der blev oprettet i 2003, hed oprindeligt Trafikstyrelsen for jernbane og færger, men da opgaverne blev udvidet til også at omfatte anden kollektiv trafik, blev det officielle navn i foråret 2009 ændret til Trafikstyrelsen. Styrelsen havde indtil den 13. november 2011 til huse i Adelgade, i Gammel Mønt og på Ellebjergvej i København indtil 2018 på  Edvard Thomsens Vej 14 ved siden af shopping centret Field's i Ørestad City. Carsten Falk Hansen er direktør. 
Den samlede styrelse flyttede i 2019 ind i et helt nyt byggeri på Carsten Niebuhrs Gade 43, 1577 København V.
Styrelsen beskæftiger ca. 330 (2012) primært akademiske medarbejdere, herunder jurister, økonomer, statskundskabskandidater, civilingeniører, trafikplanlæggere, miljømedarbejdere og geografer.
Af praktiske årsager huser Trafikstyrelsen også det lille sekretariatet for Jernbanenævnet. Jernbanenævnet er dog ikke underlagt hverken Trafikstyrelsens eller Transportministeriets instruktionsbeføjelser.

## Opgaver
Det er styrelsens mål at skabe en effektiv, sikker og bæredygtig kollektiv trafik. Opgaverne som statens sikkerhedsmyndighed på jernbaneområdet, som i 2004 blev overtaget fra Jernbanetilsynet, varetages gennem certificeringer, tilsyn, godkendelser og fastsættelse af overordnede regler.
Trafikstyrelsen administrerer også de danske tilskudsordninger til den kollektive trafik, hvilket indebærer, at der føres tilsyn med taksternes udvikling, og at der udarbejdes statistik om passagerdata for bus, færger og tog. Styrelsen rådgiver ministeren om spørgsmål vedrørende den kollektive trafik. Herunder varetager styrelsen danske interesser for den kollektive trafik i internationale samarbejder.
Trafikstyrelsen er således involveret i både planlægning, koordinering og regulering af den kollektive trafik.
Efter at den tidligere Færdselsstyrelsen blev lagt sammen med Trafikstyrelsen, administrerer Trafikstyrelsen endvidere store dele af færdsels- og transportlovgivningen, bl.a. indenfor vejtransport, godkendelse og syn af køretøjer, postbefordring, køre- og hviletidsbestemmelser samt køreuddannelse.
Den 1. maj 2010 overførtes Trafikstyrelsens opgaver om nye jernbaneanlægsprojekter til Banedanmark. Hermed samles ansvaret for anlægsprojekter på jernbaneområdet i Banedanmarks afdeling kaldet Anlægsudvikling for at skabe et større fagligt miljø omkring planlægning, projektering og udførelse af anlægsprojekterne. Således vil Banedanmark fremover varetage en mere koordinerende rolle i jernbanesektoren.
Den 1. september 2012 overførtes alle Trafikstyrelsens opgaver vedr. gennemførelse af udbud, indgåelse af kontrakter og udførelse af tilsyn med kontraktopfyldelsen i forhold til operatører på jernbanestrækninger og færgeruter til Transportministeriets Lov- og Kontraktenhed.
I 2015 skiftede styrelsen navn fra Trafikstyrelsen til Trafik- og Byggestyrelsen efter Regeringen Lars Løkke Rasmussen IIs tiltræden, hvorved sager vedrørende byggeri, herunder byggeloven og bygningsreglementet, blev overflyttet fra Energistyrelsen. I 2016 ændrede styrelsen igen navn til Trafik-, Bygge- Boligstyrelsen efter overflytning af boligområdet fra det daværende Udlændinge-, Integrations- og Boligministerium.
Den 21. januar 2021 blev bolig- og byggeriområdet som følge af en kongelig resolution overflyttet til Bolig- og Planstyrelsen under det nyoprettede Indenrigs- og Boligministerium.